# Canalul Siret–Bărăgan
Canalul Siret–Bărăgan este un canal în construcție pe râul Siret, între Barajul Călimănești și Lacul Dridu.
Conform proiectului actual, canalul ar trebui să aibă 198 de kilometri, o lățime la bază de 20 de metri și o adâncime de 7 metri.
Construirea canalului va aduce beneficii economice pe trei planuri: asigurarea apei pentru irigații în Bărăgan, reducerea riscului producerii de inundații în lunca Siretului și utilizarea sa ca rută pentru transportul naval de mărfuri.
În anul 2012 se estima că pentru realizarea proiectului ar fi nevoie de o investiție de 3,5 miliarde de euro, iar proiectul ar putea asigura irigarea a 10% din terenul agricol al României. Lucrările au fost sistate în 2012.
În prezent (2025) proiectul e la faza de licitație pentru primii 23km.

## Istoric

### Studii incipiente
Primul studiu privind realizarea unui canal care să deriveze apele Siretului spre Bărăgan pentru irigarea unor suprafețe importante din spațiul cuprins între râurile Siret și Ialomița a fost elaborat în 1912 de Prof. Alexandru Davidescu. Studiul demonstra fezabilitatea unui canal magistral pornind din Siret în aval de Adjud și care permitea irigarea a peste 200.000 ha. Totuși studiul, concentrându-se exclusiv asupra problemelor cu caracter hidrotehnic, nu analiza problemele de gospodărire a apelor legate de acest canal. Studiul nu analiza regimul necesarului de apă pentru irigații și nu scotea în evidență faptul că, în perioadele în care necesarul de apă al irigațiilor era maxim, debitul Siretului era insuficient pentru acoperirea necesarului de apă.
Problema a fost reluată în perioada interbelică de ing. Dimitrie Leonida, care studia posibilitatea de realizare a unui baraj pe Râul Bistrița (Siret) la Bicaz. În analizele sale, Dimitrie Leonida a demonstrat că lacul de acumulare pe care îl proiecta pe Bistrița putea avea un efect de regularizare a debitelor Siretului astfel încât debitele acestuia în perioada de vară să poată fi suplimentate astfel încât să acopere deficitul de apă și să satisfacă cerințele de apă ale irigațiilor. 

### Hotărâre de guvern fără urmări concrete
Cu toate că Hotărârea Consiliului de Miniștri Nr. 1182 din 13 noiembrie 1950 care aproba realizarea Lacului Izvorul Muntelui enumera, printre obiectivele proiectului "combaterea inundațiilor și a secetei de-a lungul văii Siretului și în nordul Bărăganului, dezvoltarea culturilor agricole intensive, bazată pe folosirea irigațiilor și energiei electrice în vederea stabilirii unei recolte stabile și abundente, și pregătirea condițiilor pentru pregătirea unei arii de navigație între Moldova și Dunăre". Este de remarcat, că în acea perioadă zona de irigat din Siret se limita la Bărăganul de nord, situat între râul Siret și râul Buzău și că navigația era avută în vedere în lungul Siretului. Hotărîrea nu menționa în mod specific un canal Siret-Bărăgan. Totuși, în anii următori nu s-au luat măsuri pentru realizarea obiectivelor enunțate în Hotărîrea 1182. Este totuși de avut în vedere faptul că, în primii ani după colectivizarea agriculturii, nu existau condiții pentru promovarea pe scară largă a unor lucrări de irigații. Pe de altă parte, în 1954, din cauza dificultăților economice, au fost sistate importante lucrări hidrotehnice, printre care multe centrale hidroelectrice din Planul de Electrificare, precum și canalul Dunăre-Marea Neagră, astfel încât promovarea altor lucrări hidrotehnice de amploare nu mai era de actualitate.

### Alte studii
Utilizarea resurselor de apă ale bazinului Siret au fost analizate în perioada 1959-1962 în cadrul Planului de Amenajare al bazinului Siret și apoi al Planului Național de Amenajare a Apelor din România.
Studiile referitoare la irigarea Bărăganului au fost reluate în perioada 1969-1972 în cadrul Institutului de Cercetări și Proiectări pentru Gospodărirea Apelor (ICPGA) și a Institutului de Studii și Proiectări pentru Îmbunătățiri Funciare (ISPIF) de Andrei Filotti pentru partea de gospodărire a apelor și de Leonida Caraiani pentru partea de irigații. Studiile respective detaliau soluțiile preconizate în Planul Național de Amenajare a Apelor, legate, între altele de promovarea sistemului de irigare Mostiștea-Călmățui. Soluția propusă includea:
- un canal care să lege râul Siret de râul Ialomița pornind în aval de un lac de acumulare în zona Adjud, aval de confluența Siretului cu râul Trotuș. Canalul urma să capteze și resursele de apă ale râului Putna și ale afluenților acestuia precum și cele ale râului Buzău regularizat de un sistem de lacuri de acumulare în zona montană și de un lac în zona colinară situat în zona localității Viperești. Sectorul dintre Buzău și Ialomița urma să poată fi alimentat fie atât din Siret și Buzău, în perioadele în care resursele de apă disponibile erau suficiente, cât și prin pompare din Dunăre (prin Mostiștea) în perioadele în care resursele râurilor interioare erau insuficiente.
- un lac de acumulare pe râul Ialomița, în zona localității Panțoiu (azi inclusă în satul Patru Frați), aval de confluența cu râul Prahova, care pe lângă regularizarea resurselor de apă ale Ialomiței, îndeplinea și rolul de a permite traversarea debitelor pompate din Dunăre pentru râul Ialomița.
- un sistem de lacuri de acumulare pe râul Mostiștea, care să servească atât pentru irigarea terenurilor agricole învecinate cât și pentru tranzitarea debitelor din Dunăre spre Ialomița. În partea aval, un canal în zona localității Dorobanțu urma să facă legătura cu Dunărea. În partea amonte, alt canal pornind din zona localității Movilița urma să facă legătura cu râul Ialomița.
- întreg sistemul de canale și lacuri de acumulare între Adjud și Dunăre urma să fie navigabil, soluție care nu impunea un spor de investiții important, din cauze secțiunilor mari ale canalului necesare tranzitării debitelor pentru irigații.
- un canal navigabil urma să permită legarea sistemului de municipiul București, evitând dificultățile tehnice ale unui canal pe râul Argeș și râul Dâmbovița.

### Proiect respins inițial de Ceaușescu

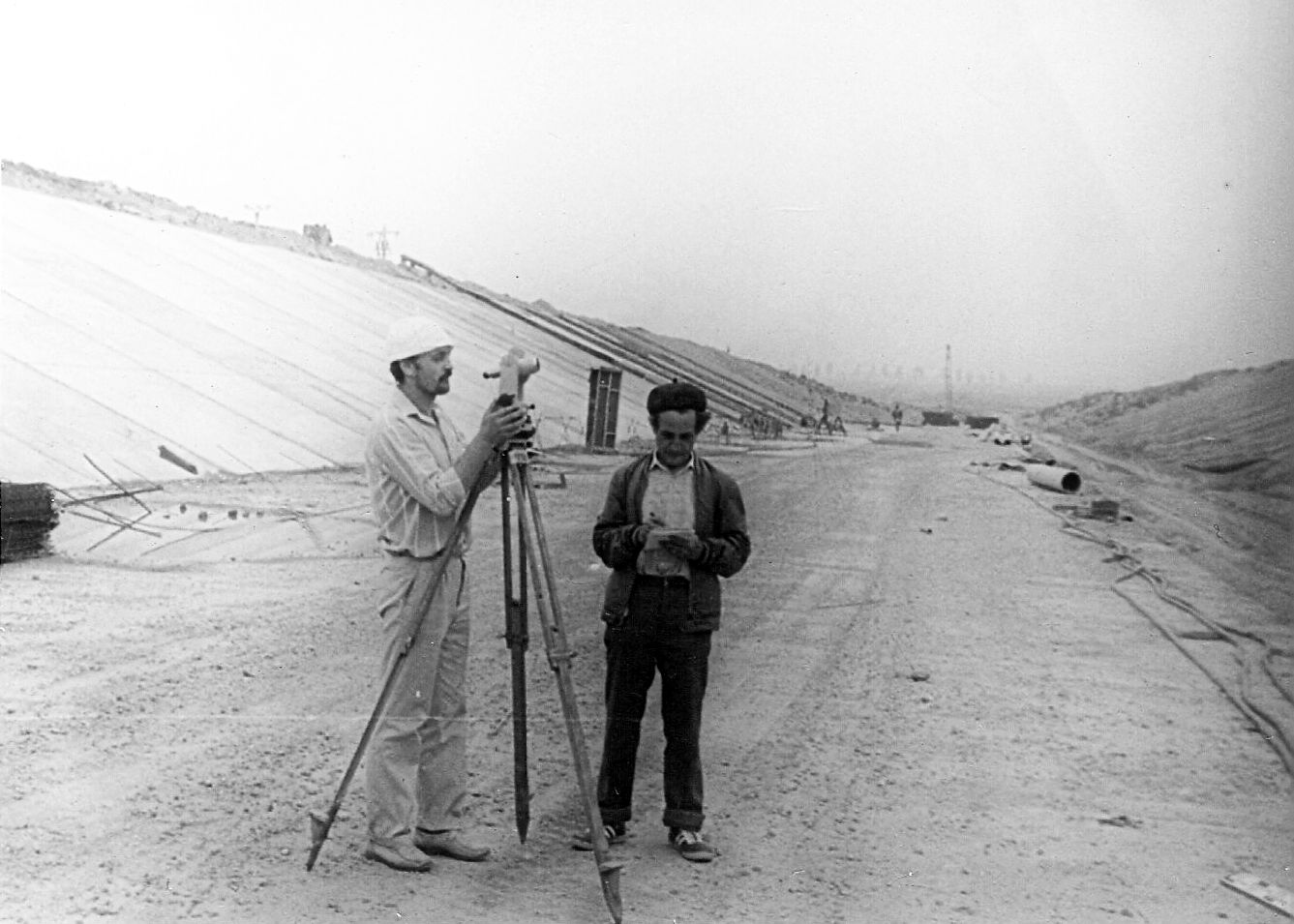
Topografi pe șantierul
Canalului Siret-Bărăgan în anul 1989

Rezultatele studiilor respective au fost prezentate în 1972-1974 lui Nicolae Ceaușescu, care nu s-a arătat interesat de proiectele respective. În particular, el era împotriva unei legături hidrotehnice între Siret și Ialomița, prelungită până la Dunăre pe valea Mostiștei, combinată cu un canal din Mostiștea până la București, preferând varianta mai scumpă a unei legături navigabile de la București, pe valea Argeșului, care să fie ulterior prelungită cu navigabilizarea Argeșului până în zona Pitești. 

### Execuția proiectului a început cu ample modificări
Astfel concluziile studiilor respective nu au fost doar respinse, dar acele lucrări care au fost aprobate erau concepute astfel încât să nu poată fi extinse fără ample modificări. Astfel, pentru lacurile de acumulare ale sistemului de irigații de pe Mostiștea nu au fost prevăzute amplasamente pentru ecluze, iar amplasamentul lacului de acumulare de pe Ialomița a fost deplasat amonte de confluența cu Prahova, făcând imposibilă utilizarea lui pentru tranzitarea debitelor spre Bărăganul Central. Execuția canalului dinspre Siret spre Bărăgan a fost amânată, fiind reluată abia mult mai târziu, în 1986. Au fost finalizați primii 11 km.
În anul 2012 erau realizați 20 de kilometri din proiect.

### Reluarea proiectului
După zeci de ani de stagnare, Canalul Siret–Bărăgan ar putea deveni, în sfârșit, realitate. Două consorții conduse de firmele românești Erbașu și Dimex au depus recent oferte pentru execuția primului tronson al proiectului, potrivit informațiilor oficiale publicate pe platforma Economedia.
Licitația vizează un sector de 23 de kilometri din canal, pe teritoriul județului Vrancea, cu o valoare estimată de 1 miliard de lei, finanțată integral de la bugetul de stat.
Potrivit anunțului Agenției Naționale de Îmbunătățiri Funciare (ANIF), contractul va cuprinde atât proiectarea, cât și execuția lucrărilor propriu-zise. Durata contractului este de 31 de luni, iar lucrările presupun realizarea a trei noduri hidrotehnice – Zăbrăuți, Șușița și Putna – și 14 subtraversări de râuri.